# Arctia villicella
Arctia villicella är en fjärilsart som beskrevs av Stauder. 1919. Arctia villicella ingår i släktet Arctia och familjen björnspinnare. Inga underarter finns listade i Catalogue of Life.